# Pulp Fiction (bande originale)
Bandes originales par Quentin Tarantino
Reservoir Dogs
(1992) Groom Service
(1995)
Music from the Motion Picture Pulp Fiction est la bande originale du film Pulp Fiction sorti en 1994. Aucune musique de film originale n'a été composée pour Pulp Fiction. Le film contient un mélange de rock 'n' roll américain, de surf music, de pop et de soul. La musique du film se compose de neuf chansons, de quatre dialogues extraits du film suivis par une chanson et trois titres contenant seulement le dialogue. Six chansons dans le film ne figurent pas dans la bande originale de 41 minutes.
L'album se classe à la 21e position du Billboard 200 le 12 novembre 1994.

## Contenu
Quentin Tarantino a utilisé diverses chansons de plusieurs artistes différents. Les chansons les plus notables incluent l'interprétation de Misirlou par Dick Dale, que l'on peut entendre lors du générique de début. Quentin Tarantino choisit la surf music pour l'introduction du film car pour lui : « la surf music semble juste comme la musique rock 'n' roll d'Ennio Morricone, de la musique rock western spaghetti, c'est à quoi elle ressemble ».
Plusieurs chansons de la bande originale sont suggérées à Quentin Tarantino par le musicien Boyd Rice via leur ami commun Allison Anders, dont le titre Misirlou de Dick Dale. D'autres chansons sont proposées par ses amis Chuck Kelley et Laura Lovelace, qui ont été crédités en tant que consultant de la musique. Le groupe Kool and the Gang apparait aussi sur la bande son avec le titre Jungle Boogie, Son of a Preacher Man chanté par Dusty Springfield, Flowers on the Wall du groupe Statler Brothers et Bustin' Surfboards par le groupe surf The Tornadoes, de 1962, qui est une des premières chansons instrumentales de surf music se classant à la tête des charts de musique aux États-Unis après le notable Walk, Don't Run du groupe The Ventures.
Une édition collector de deux disques est publiée en 2002, le premier disque contient les chansons y compris les cinq morceaux supplémentaires et le second, est une interview de Quentin Tarantino.
Par ailleurs, trois chansons présentes dans le film sont absentes des diverses versions de l'album : Waitin' in School de Gary Shorelle, Ace of Spades de Link Wray & His Ray Men et Teenagers in Love de Woody Thorne.

### Dialogues
- Pumpkin and Honey Bunny : discussion entre Ringo (Tim Roth) et Yollanda (Amanda Plummer) lors du braquage du café.
- Royale With Cheese : Jules (Samuel L. Jackson) et Vincent (John Travolta) parlent du quarter Pounder with cheese, du nom que les Français donnent à ce hamburger et des autres différences comme la mayonnaise que mettent les Hollandais sur les frites.

## Liste des titres
| No   | Titre                                       | Auteur                                                         | Interprètes                      | Durée |
| ---- | ------------------------------------------- | -------------------------------------------------------------- | -------------------------------- | ----- |
| 1a.  | Pumpkin and Honey Bunny (dialogues)         | Quentin Tarantino                                              | Amanda Plummer, Tim Roth         | 0:11  |
| 1b.  | Misirlou                                    | Fred Wise, Milton Leeds, Nicholas Roubanis, S.K. Russell       | Dick Dale                        | 2:16  |
| 2.   | Royale With Cheese (dialogues)              | Quentin Tarantino                                              | John Travolta, Samuel L. Jackson | 1:42  |
| 3.   | Jungle Boogie                               | Kool and the Gang, Gene Redd                                   | Kool and the Gang                | 3:05  |
| 4.   | Let's Stay Together                         | Al Green, Al Jackson, Jr.                                      | Al Green                         | 3:15  |
| 5.   | Bustin' Surfboards                          | Gerald Sanders, Jesse Sanders, Leonard Delaney, Norman Sanders | The Tornadoes                    | 2:26  |
| 6.   | Lonesome Town                               | Baker Knight                                                   | Ricky Nelson                     | 2:13  |
| 7.   | Son of a Preacher Man                       | John Hurley, Ronnie Wilkins                                    | Dusty Springfield                | 2:25  |
| 8a.  | Zed's Dead, Baby (dialogues)                | Quentin Tarantino                                              | Bruce Willis, Maria de Medeiros  | 0:12  |
| 8b.  | Bullwinkle Part II                          | Dennis Rose, Ernest Furrow                                     | The Centurions                   | 2:27  |
| 9a.  | Jack Rabbit Slims Twist Contest (dialogues) | Quentin Tarantino                                              | Jerome Patrick Hoban             | 0:32  |
| 9b.  | You Never Can Tell                          | Chuck Berry                                                    | Chuck Berry                      | 2:40  |
| 10.  | Girl, You'll Be a Woman Soon                | Neil Diamond                                                   | Urge Overkill                    | 3:09  |
| 11.  | If Love Is a Red Dress (Hang Me in Rags)    | Maria McKee                                                    | Maria McKee                      | 4:55  |
| 12a. | Bring Out the Gimp (dialogues)              | Quentin Tarantino                                              | Duane Whitaker, Peter Greene     | 0:08  |
| 12b. | Comanche                                    | The Revels                                                     | The Revels                       | 2:02  |
| 13.  | Flowers on the Wall                         | Lewis C. DeWitt                                                | Statler Brothers                 | 2:23  |
| 14.  | Personality Goes a Long Way (dialogues)     | Quentin Tarantino                                              | John Travolta, Samuel L. Jackson | 1:00  |
| 15.  | Surf Rider                                  | Don Wilson, Nole Edwards, Bob Bogle                            | The Lively Ones                  | 3:18  |
| 16.  | Ezekiel 25:17 (dialogues)                   | Tarantino                                                      | Samuel L. Jackson                | 0:51  |

### Collector's edition
| No  | Titre                                                                              | Auteur               | Interprètes               | Durée |
| --- | ---------------------------------------------------------------------------------- | -------------------- | ------------------------- | ----- |
| 17. | Since I First Met You                                                              | H.B. Barnum          | The Robins                | 2:20  |
| 18. | Rumble                                                                             | L. Wray and M. Grant | Link Wray and his Ray Men | 2:25  |
| 19. | Strawberry Letter #23                                                              | Shuggie Otis         | Brothers Johnson          | 4:57  |
| 20. | Out of Limits                                                                      | Michael Gordon       | The Marketts (en)         | 2:05  |
| 21. | Stranger Than Fiction / Tarantino Talks! (2e CD: interview avec Quentin Tarantino) | Quentin Tarantino    | Quentin Tarantino         | 16:11 |